# Elymus probatovae
Elymus probatovae är en gräsart som beskrevs av Nikolai Nikolaievich Tzvelev. Elymus probatovae ingår i släktet elmar, och familjen gräs. Inga underarter finns listade i Catalogue of Life.